# Heterosminthurus insignis
Heterosminthurus insignis är en urinsektsart som först beskrevs av Reuter 1876.  Heterosminthurus insignis ingår i släktet Heterosminthurus och familjen Bourletiellidae. Arten är reproducerande i Sverige. Inga underarter finns listade i Catalogue of Life.